# Randers Sportsklub Freja
El Randers Sportsklub Freja és un club de futbol danès de la ciutat de Randers.

## Història
El club va ser fundat el 1898, i ingressà a la Jydsk Boldspil-Union el 1907. Guanyà tres cops la copa danesa de futbol. L'equip de futbol s'anomenà Randers Freja FC durant els anys noranta. El 2003 el club es fusionà amb cinc clubs locals esdevenint Randers FC.

## Palmarès
- Copa danesa de futbol: 
  - 1967, 1968, 1973